# Voo das aves

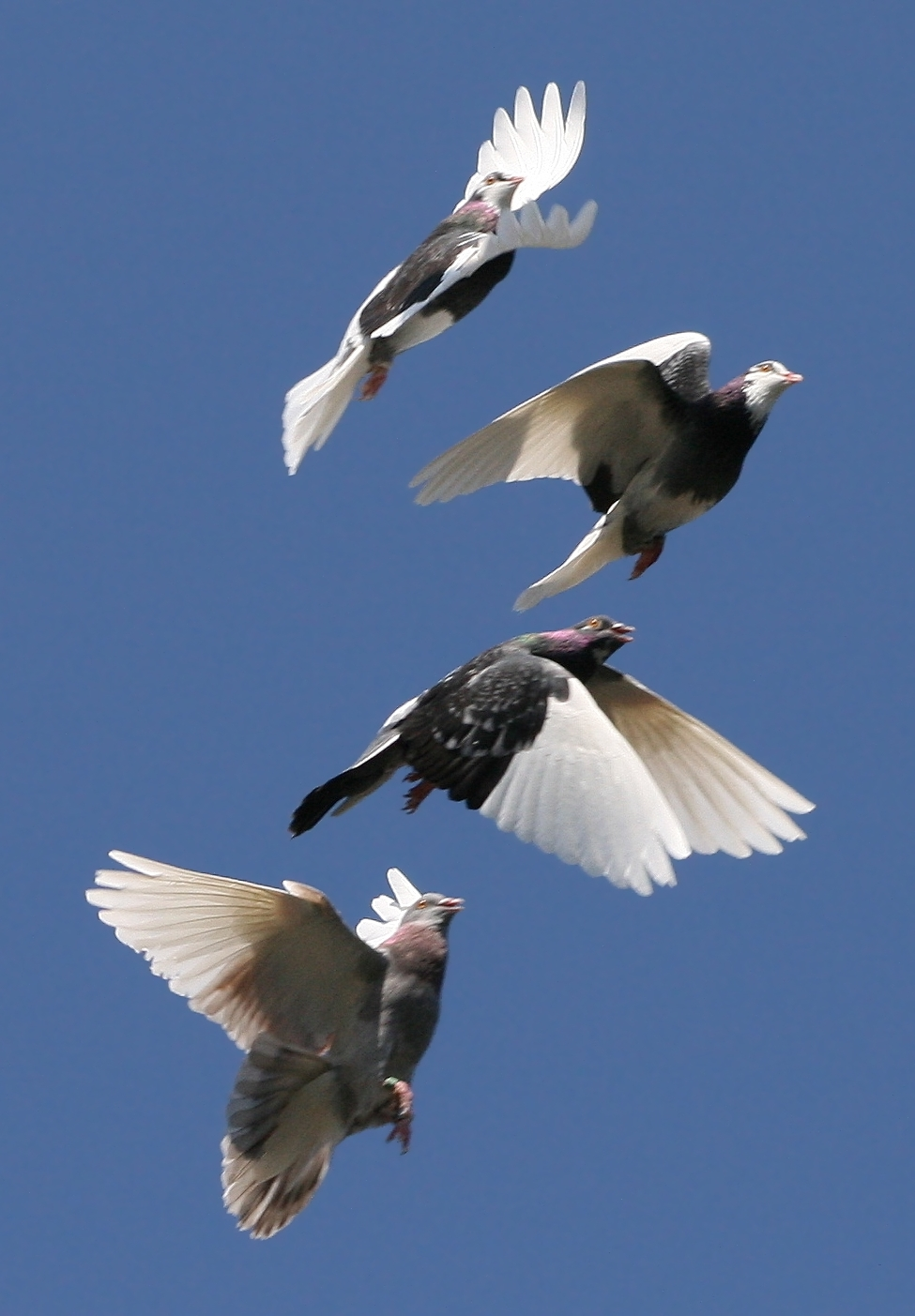
Bando de pombos, cada um numa fase diferente do bater de asas.

O voo é o principal meio de locomoção de maior parte das aves. O voo é usado na procura e caça de comida, nos cuidados parentais e para evitar predadores.

## Princípios básicos
Os princípios básicos do voo das aves são semelhantes aos de uma aeronave.

### Sustentação
A força de sustentação é produzida pela ação da passagem do ar na asa, que tem a função de aerofólio. A forma do aerofólio faz com que o ar ao passar produza uma força ascendente na asa, enquanto o movimento do ar é dirigido para baixo. Em algumas espécies, a passagem do ar à volta do corpo também cria força ascendente, principalmente durante o voo intermitente em que as asas estão dobradas ou semi-dobradas.

### Planado

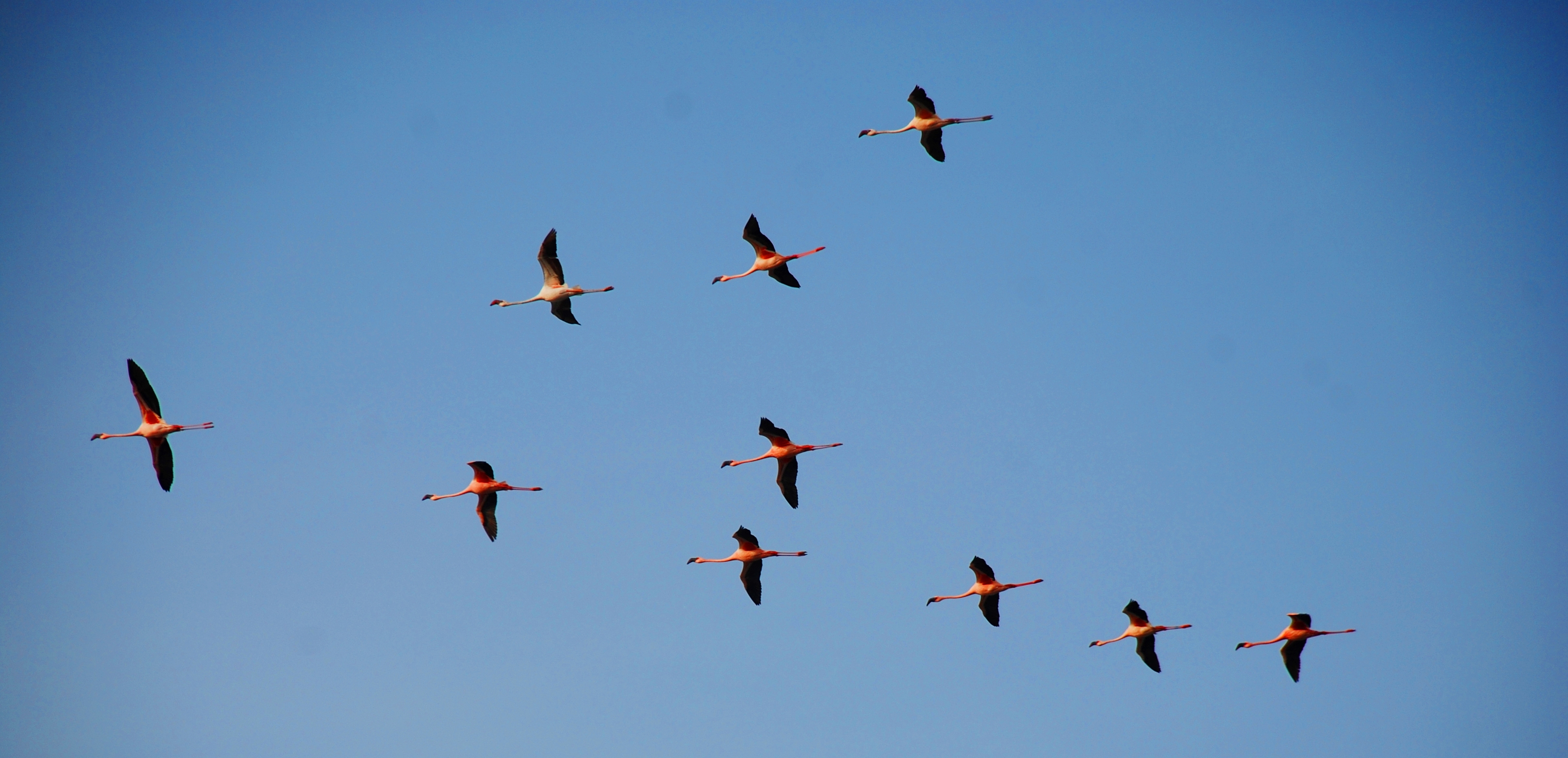
Formação de flamingos.

Durante o voo planado, as aves usam as asas para obter forças ascendentes ou descendentes. Isto é possível porque a força de sustentação é gerada em determinados ângulos em relação à corrente de ar, que no voo planado tem origem ligeiramente abaixo da linha horizontal.

### Voo batido
Ao contrário do voo planado, quando uma ave bate as asas (voo batido) as asas continuam a criar força de sustentação, mas essa força é dirigida para trás de modo a criar impulso, que contraria o arrasto e aumenta a velocidade, o que por sua vez também aumenta a força de ascensão para contraria o peso, permitindo à ave manter a altura ou subir. O bater de asas envolve duas fases: o golpe descendente, que proporciona a maior parte do impulso, e o golpe ascendente, que também proporciona algum impulso, dependendo da espécie. Em cada golpe ascendente, a asa é ligeiramente dobrada para dentro de modo a diminuir o custo energético do movimento. As aves mudam constantemente o ângulo de ataque com cada bater de asas, assim como com a velocidade.

### Arrasto
Além do peso próprio, existem três principais forças de arrasto que contrariam o voo aéreo das aves: o atrito de fricção (causado pela fricção do ar com a superfície do corpo), o arrasto parasita (devido à área frontal da ave) e o arrasto induzido (causado pelos vórtices na ponta da asa).

## Asa

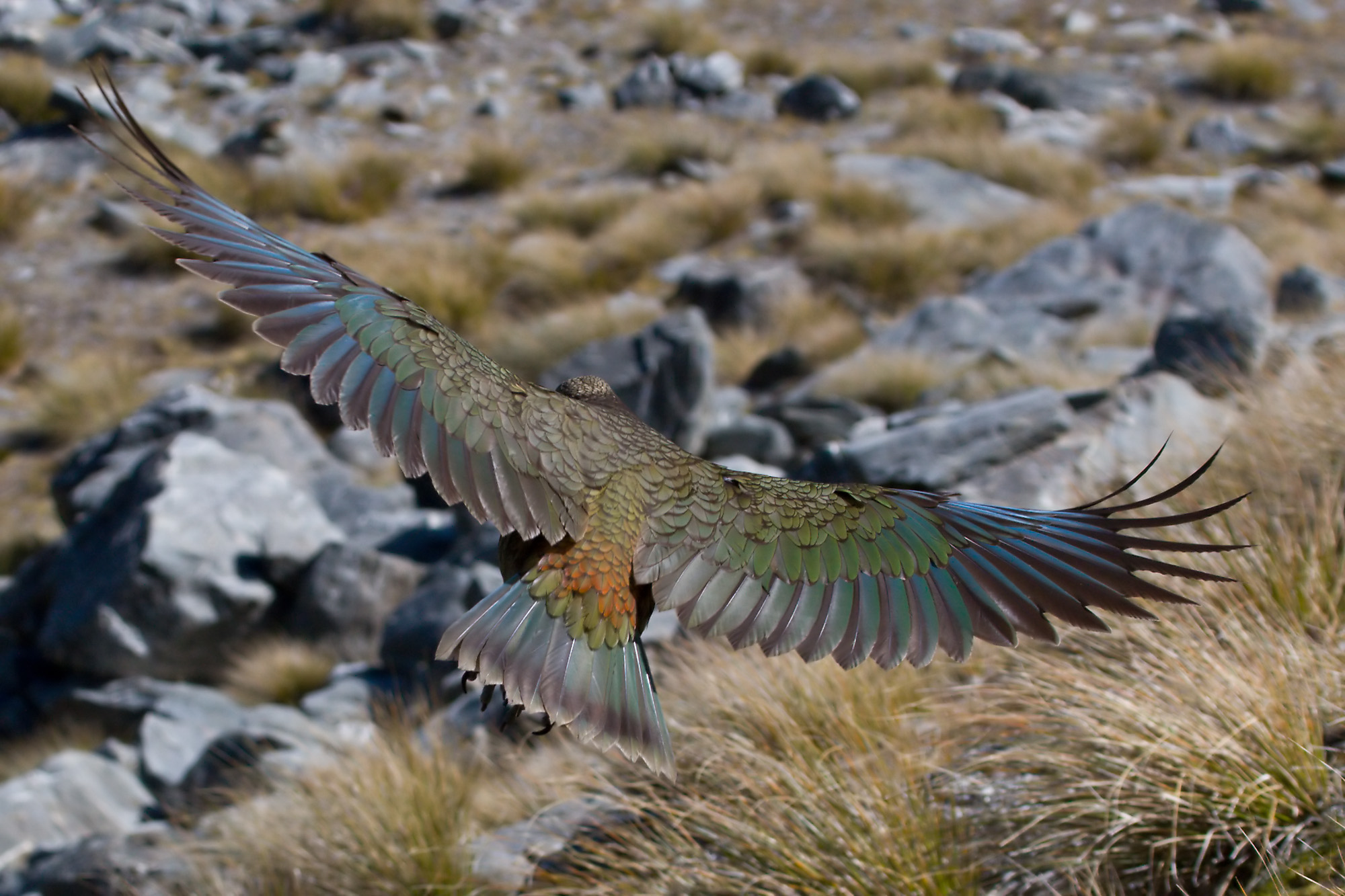
Papagaio-da-nova-zelândia em voo.

Os membros anteriores das aves, as asas, são a chave para o voo das aves. Cada asa tem uma palheta central que atinge o vento, constituída por três ossos: o úmero, a ulna e o rádio. A mão, que nos ancestrais era constituída por cinco dedos, está reduzida a três (II, III e IV ou I, II, III dependendo do esquema), que servem de âncora para as penas primárias, um de de dois grupos de penas de voo responsáveis pela forma do aerófilo. O outro grupo, atrás da articulação do carpo na ulna, são as penas secundárias. As restantes penas são denominadas penas de cobertura, distribuídas por três conjuntos. As asas apresentam por vezes garras vestigiais. Na maior parte das espécies, estas são perdidas até à idade adulta.